# Études ethniques
Aux États-Unis, les études ethniques forment un champ de recherche interdisciplinaire axé sur la différence - essentiellement de la couleur de peau, de l'ethnie et de la nationalité, mais traitant également d'autres différences comme l'orientation sexuelle ou le genre - et du pouvoir de l'État, de la société civile et des individus. Les études ethniques ont été créées pour se concentrer sur l'histoire des ethnies minoritaires aux États-Unis, en parallèle du curriculum d'apprentissage classique. 
Les études ethniques relèvent des sciences humaines et sociales. Elles naissent dans le monde académique américain dans la seconde moitié du vingtième siècle, en partie en réponse à l'eurocentrisme des autres disciplines, dont l'anthropologie, l'histoire, la littérature, la sociologie, les sciences politiques, les études culturelles et les études régionales. 
On estime qu'en dehors du monde académique, les études ethniques naissent dans les années 1900, quand W. E. B. Du Bois décide d'enseigner l'histoire des Noirs. Les études ethniques gagnent cependant en notoriété après l'ère des droits civiques. 

## Personnalités notables du domaine des études ethniques
- George Lipsitz
- Philip J. Deloria
- Michael Omi
- Juana María Rodríguez
- Nell Irvin Painter
- Tricia Rose
- Evelyn Hu-DeHart
- Frances Negrón-Muntaner
- Kimberlé Williams Crenshaw
- Cherríe Moraga
- Richard Delgado
- Elizabeth Hoover
- José Esteban Muñoz
- Robert G. Lee
- Norma Alarcón
- Ian Haney López
- Alejandro Portes
- Howard Winant
- Winona LaDuke
- Kenneth Shropshire
- Andrea Smith
- Rodolfo Acuña
- Joe Feagin
- Artneslon Concordia